# Andres Murro
Andres Murro (ur. 1903 we wsi Tychela w guberni inflanckiej, zm. 29 sierpnia 1941) – estoński działacz komunistyczny, ludowy komisarz spraw wewnętrznych Estońskiej SRR (1941), starszy major bezpieczeństwa państwowego.

## Życiorys
W latach 1917–1922 uczeń gimnazjum realnego w Tartu, od stycznia 1922 do października 1940 członek Komunistycznej Partii (bolszewików) Estonii. W latach 1923–1924 członek Estońskiej Partii Robotniczej, od sierpnia 1923 do stycznia 1924 organizator nielegalnego komitetu Komsomołu w Parnawie. W styczniu 1924 powołany do estońskiej armii, szeregowiec 4 pułku w Parnawie, jednak już 24 stycznia 1924 został aresztowany za działalność komunistyczną, od stycznia 1924 do maja 1938 był więziony w Tallinie. Zwolniony na mocy amnestii, pracował na budowach w okolicach Parnawy, równocześnie działał w podziemnym komitecie Komunistycznej Partii Estonii w Parnawie. Po agresji ZSRR na Estonię i rozpoczęciu okupacji 1 lipca 1940 został pomocnikiem dyrektora, a krótko potem dyrektorem Głównego Zarządu Policji w Tallinie (lipiec-sierpień 1940). Od 11 września 1940 II zastępca ludowego komisarza spraw wewnętrznych Estońskiej SRR, od 26 lutego do 31 lipca 1941 ludowy komisarz spraw wewnętrznych Estońskiej SRR, od 29 marca 1941 starszy major bezpieczeństwa państwowego, od 15 do 29 sierpnia 1941 zastępca ludowego komisarza spraw wewnętrznych Estońskiej SRR ds. milicji. Zginął na pokładzie zatopionego statku podczas ewakuacji morskiej z Tallina.